# Poecilimon mytilenensis
Poecilimon mytilenensis är en insektsart som beskrevs av Werner 1932. Poecilimon mytilenensis ingår i släktet Poecilimon och familjen vårtbitare.

## Underarter
Arten delas in i följande underarter:
- P. m. mytilenensis
- P. m. brevissimus